# Distrito de Escuelas Preparatorias Centinela Valley Union
El Distrito de Escuelas Preparatorias Centinela Valley Union (Centinela Valley Union High School District, CVUHSD) es un distrito escolar de California. Tiene su sede en Lawndale.

## Historia
El distrito abrió en 1905. Su nombre original era Distrito de Escuelas Preparatorias de Inglewood Union (Inglewood Union High School District) y tenía las áreas de los distritos escolares de escuela primarias Hawthorne, Inglewood, Jefferson (Lennox) y Wiseburn. En 1912 el Distrito Escolar de El Segundo, en el área del distrito escolar de escuelas preparatorias de Inglewood, abrió.
El 22 de noviembre de 1925, el distrito de El Segundo se retiró del distrito escolar de escuelas preparatorias de Inglewood y se transformó en el Distrito Escolar Unificado de El Segundo (EN). El 1 de noviembre de 1944, el distrito escolar de escuelas preparatorias de Inglewood recibió su nombre actual. El 1 de julio de 1954, el distrito de Inglewood se retiró del distrito escolar de escuelas preparatorias Centinela Valley y se transformó en el Distrito Escolar Unificado de Inglewood.
El área del distrito tiene una parte del este de El Segundo que tiene negocios que generan dinero de impuestos pero no tiene residentes. A partir de 2014, la mayoría de los estudiantes del Distrito Escolar de Wiseburn, un distrito escolar de escuelas primarias que también tiene el área de negocios de El Segundo, no asisten a los escuelas preparatorias de Centinela Valley. A partir de 2014, el distrito de Wiseburn tiene la intención de separar del distrito de Centinela Valley.

## Escuelas
- Escuela Preparatoria Hawthorne (EN) (Hawthorne)
- Escuela Preparatoria Lawndale (EN) (Lawndale)
- Escuela Preparatoria Leuzinger (EN) (Lawndale)